# Lucky Strike
Lucky Strike es una marca estadounidense de cigarrillos propiedad del grupo British American Tobacco. Los cigarrillos individuales de la marca a menudo se denominan coloquialmente "Luckies". Lucky Strike fue la marca de cigarrillos más vendida en los Estados Unidos durante las décadas de 1930 y 1940.

## Nombre
Lucky Strike fue presentado como una marca de tabaco de mascar por la firma estadounidense R.A. Patterson en 1871, aunque se había convertido en cigarrillos a principios del siglo XX. El nombre de la marca se inspiró en la fiebre del oro de la época, durante la cual solo cuatro mineros de cada mil tuvieron la suerte de encontrar oro, y su intención era connotar una mezcla de alta calidad.
Una leyenda urbana muy difundida sostiene que el nombre "Lucky Strike" se refería a la presencia de marihuana en algunos paquetes de cigarrillos.

## Historia
La marca fue introducida por primera vez por R. A. Patterson de Richmond, Virginia, en 1871 como tapón cortado y luego como cigarrillo. En 1905, la compañía fue adquirida por American Tobacco Company.

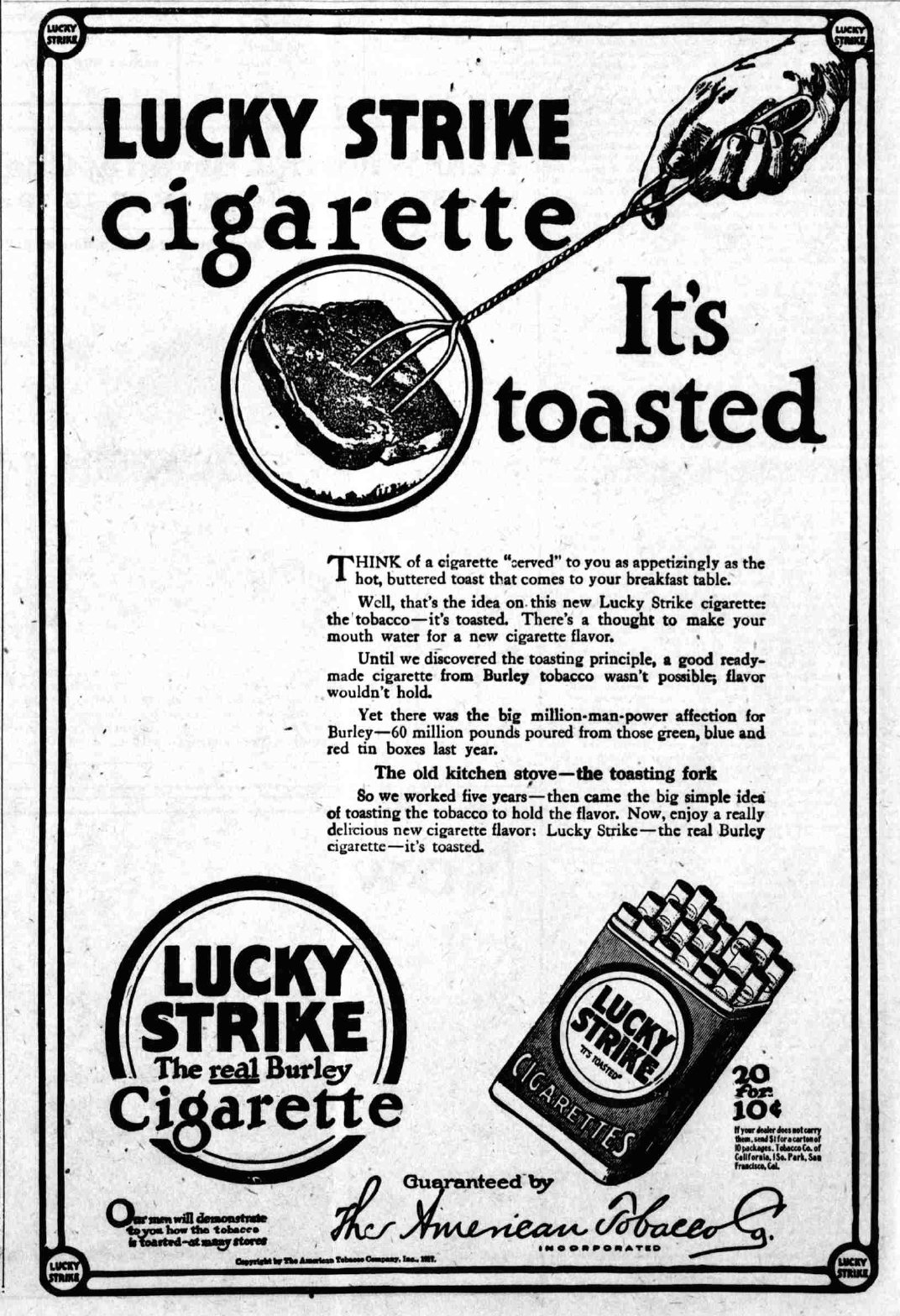
El anuncio "It's Toasted" como se explicó, de 1917

En 1917, la marca lanzó el eslogan "It's Toasted" ("Está tostado") para promocionar el método de tueste, en lugar de secar al sol el tabaco, un proceso que, según se afirma, mejora el sabor del producto. En un intento de contrarrestar esa campaña popular, el competidor Camel fue en la otra dirección, alegando que Camel era un cigarrillo "fresco", "nunca tostado".
A finales de la década de 1920, la marca se vendió como una ruta hacia la delgadez de las mujeres, un anuncio típico decía: "Busque un Lucky en lugar de un dulce". Las ventas de Lucky Strike aumentaron en más del 300% durante el primer año de la campaña publicitaria. A principios de la década de 1930, a Al Jolson también se le pagó para respaldar la marca; llamó a Lucky Strike "el cigarrillo de la profesión de actor ... el buen sabor antiguo de Luckie es tan dulce y relajante como la mejor canción 'Mammy' jamás escrita". Las ventas pasaron de 14 mil millones de cigarrillos en 1925 a 40 mil millones en 1930, lo que convirtió a Lucky Strike en la marca líder a nivel nacional.

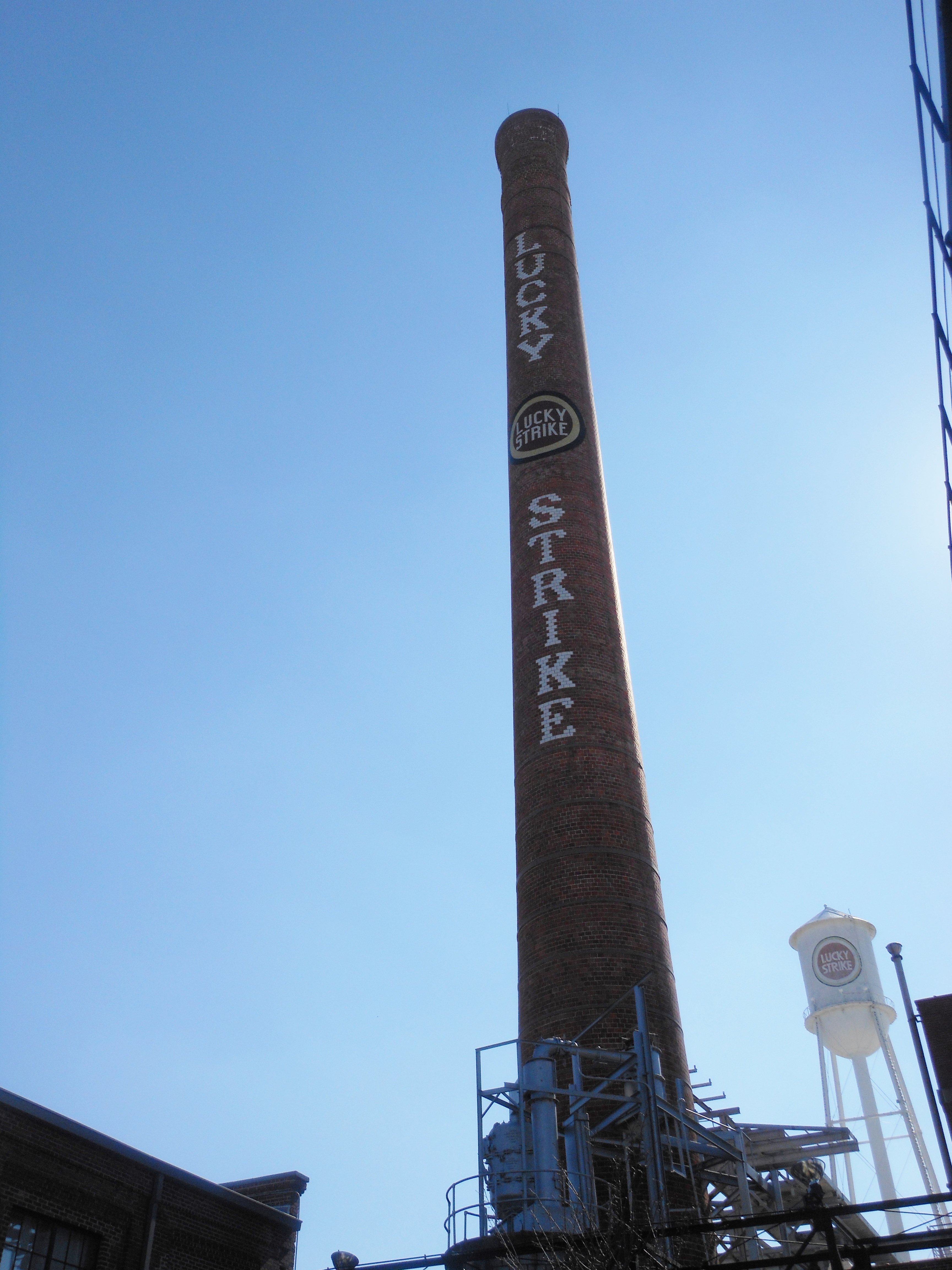
Fábricas de Lucky Strike en Durham, Carolina del Norte

La asociación de Lucky Strike con los programas de música de radio comenzó durante la década de 1920 en NBC. En 1928, el director de orquesta y productor de vodevil B. A. Rolfe actuaba en la radio y grababa como "B.A. Rolfe and his Lucky Strike Orchestra" para Edison Records. En 1935, ATC comenzó a patrocinar Your Hit Parade, con el subastador de tabaco de Carolina del Norte Lee Aubrey "Speed" Riggs (más tarde, se agregó otro subastador de tabaco de Lexington, Kentucky, F.E. Boone). La cuenta regresiva del programa de radio semanal catapultó el éxito de la marca, que se mantuvo popular durante 25 años. Los programas capitalizaron el tema de la subasta de tabaco y cada uno terminó con la frase de la firma "Vendidos, estadounidense".
En 1934, se le pidió a Edward Bernays que se ocupara de la aparente reticencia de las mujeres a comprar Lucky Strike porque su paquete verde y rojo chocaba con la moda femenina estándar. Cuando Bernays sugirió cambiar el paquete a un color neutro, George Washington Hill, director de la American Tobacco Company, se negó y dijo que ya había gastado millones en publicitar el paquete. Bernays luego se esforzó por hacer del verde un color de moda. La pieza central de sus esfuerzos fue Green Ball, un evento social en el Waldorf Astoria, organizado por Narcissa Cox Vanderlip. El pretexto para el baile y su asegurador anónimo era que las ganancias se destinarían a obras de caridad. Las mujeres famosas de la sociedad asistían con vestidos verdes. Se advirtió a los fabricantes y minoristas de ropa y accesorios del entusiasmo que crecía en torno al color verde. Se reclutó a intelectuales para dar charlas intelectuales sobre el tema del verde. Antes de que el baile tuviera lugar, los periódicos y revistas (alentados de diversas formas por la oficina de Bernays) se habían aferrado a la idea de que el verde estaba de moda.

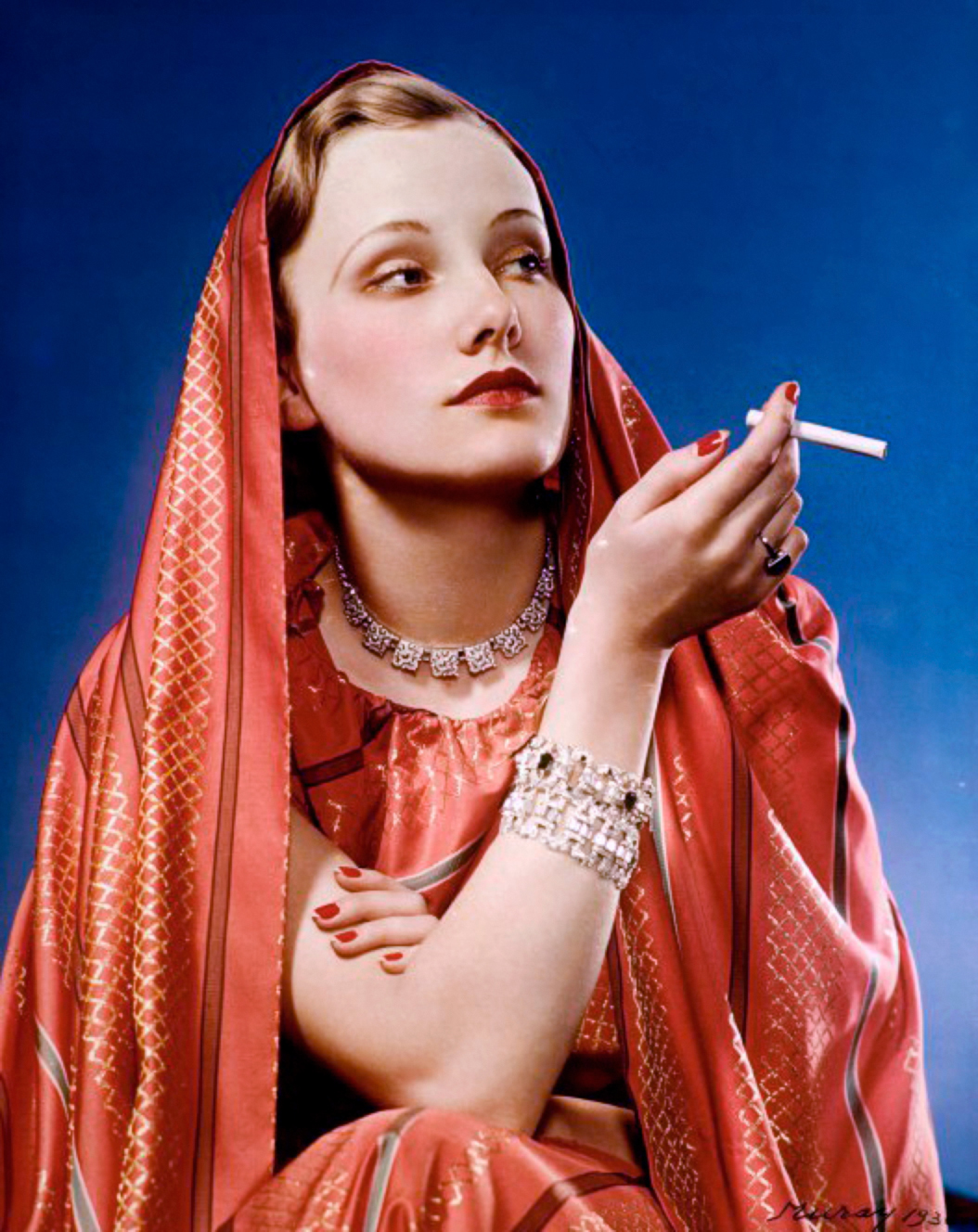
Foto publicitaria de Lucky Strike de Nickolas Muray, 1936

Las campañas publicitarias de la compañía generalmente presentaban un tema que destacaba la calidad del tabaco comprado en una subasta para su uso en la fabricación de cigarrillos Lucky Strike y afirmaba que el tabaco de mayor calidad daba como resultado un cigarrillo con mejor sabor. American participó en una serie de anuncios con actores de Hollywood como patrocinadores de Lucky Strike, incluidos testimonios de Douglas Fairbanks, sobre el sabor del cigarrillo, que a menudo se describe como delicioso debido al tabaco que se tuesta. En 1937-1938, American Tobacco pagó 130.000 dólares (3,2 millones de dólares en 2019) a 16 actores y actrices de Hollywood por su apoyo a Lucky Strike, siendo los mejor pagados Joan Crawford, Gary Cooper, Clark Gable, Myrna Loy, Robert Taylor y Spencer Tracy, a quienes se les pagó 10,000$ cada uno (aproximadamente 178,000 en USD de 2019). Los "Luckies" fueron el cigarrillo elegido por la famosa fumadora Bette Davis, quien los fumó hasta los últimos años de su vida (The New York Times señaló el año de su muerte que los había cambiado por cigarrillos con filtro Vantage).
A partir del otoño de 1944, Lucky Strike también fue patrocinador del programa de radio y televisión del comediante Jack Benny, The Jack Benny Program, que también se presentó como The Lucky Strike Program.
El paquete verde oscuro característico de la marca se cambió a blanco en 1942. En una famosa campaña publicitaria que usaba el eslogan "Lucky Strike Green ha ido a la guerra", la compañía afirmó que el cambio se hizo porque se necesitaba el cobre usado en el color verde para la Segunda Guerra Mundial. American Tobacco en realidad usó cromo para producir la tinta verde y cobre para producir la moldura de color dorado. Se disponía de un suministro limitado de cada uno, y los materiales sustitutos daban un aspecto monótono al paquete.

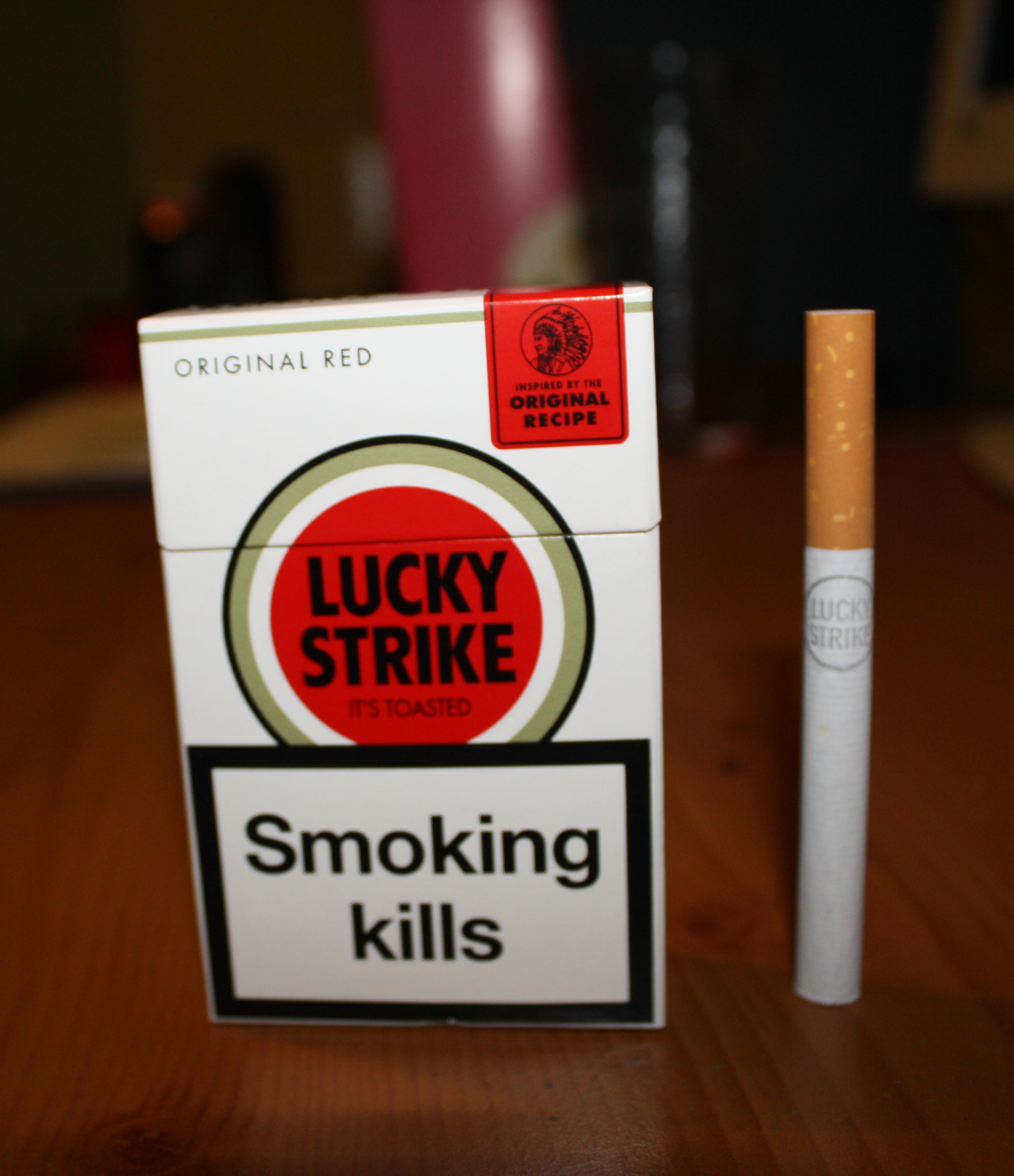
Paquete de Lucky Strike británico con advertencia de salud del gobierno, junto con un cigarrillo

En realidad, el paquete blanco se introdujo para modernizar la etiqueta y aumentar el atractivo del paquete entre las fumadoras; los estudios de mercado mostraron que el paquete verde no resultaba atractivo para las mujeres, que se habían convertido en importantes consumidoras de productos de tabaco. El esfuerzo bélico se convirtió en una forma conveniente de hacer que el producto fuera más comercial y al mismo tiempo pareciera patriótico.
El presidente de la empresa, George Washington Hill, desafió al famoso diseñador industrial Raymond Loewy a mejorar el paquete verde y rojo existente, con una apuesta de 50.000 dólares en juego. Loewy cambió el fondo de verde a blanco, haciéndolo más atractivo para las mujeres, además de reducir los costos de impresión al eliminar la necesidad de tinte verde. También colocó el logotipo de destino de Lucky Strike en ambos lados del paquete, un movimiento que aumentó tanto la visibilidad como las ventas. Hill pagó la apuesta.
El mensaje "L.S./M.F.T." ("Lucky Strike means fine tobacco", "Lucky Strike significa tabaco fino") se introdujo en el paquete en 1944..
Lucky Strike fue una de las marcas incluidas en las raciones de campaña proporcionadas a las tropas de combate estadounidenses durante la Segunda Guerra Mundial. Cada ración de la época incluía, entre otros artículos, nueve cigarrillos de diferentes marcas porque en ese momento, los altos mandos militares declararían que el tabaco era esencial para la moral de los soldados que luchaban en el frente. Las otras marcas de cigarrillos incluidas en las raciones de campaña fueron Camel, Chelsea, Chesterfield, Craven A, Old Gold, Philip Morris, Player's, Raleigh y Wings. La práctica de incluir cigarrillos en las raciones de campaña continuó durante la guerra de Corea y la guerra de Vietnam, terminando alrededor de 1975 o 1976 con el conocimiento cada vez mayor de que fumar causaba diversos tipos de problemas de salud.

### Posguerra

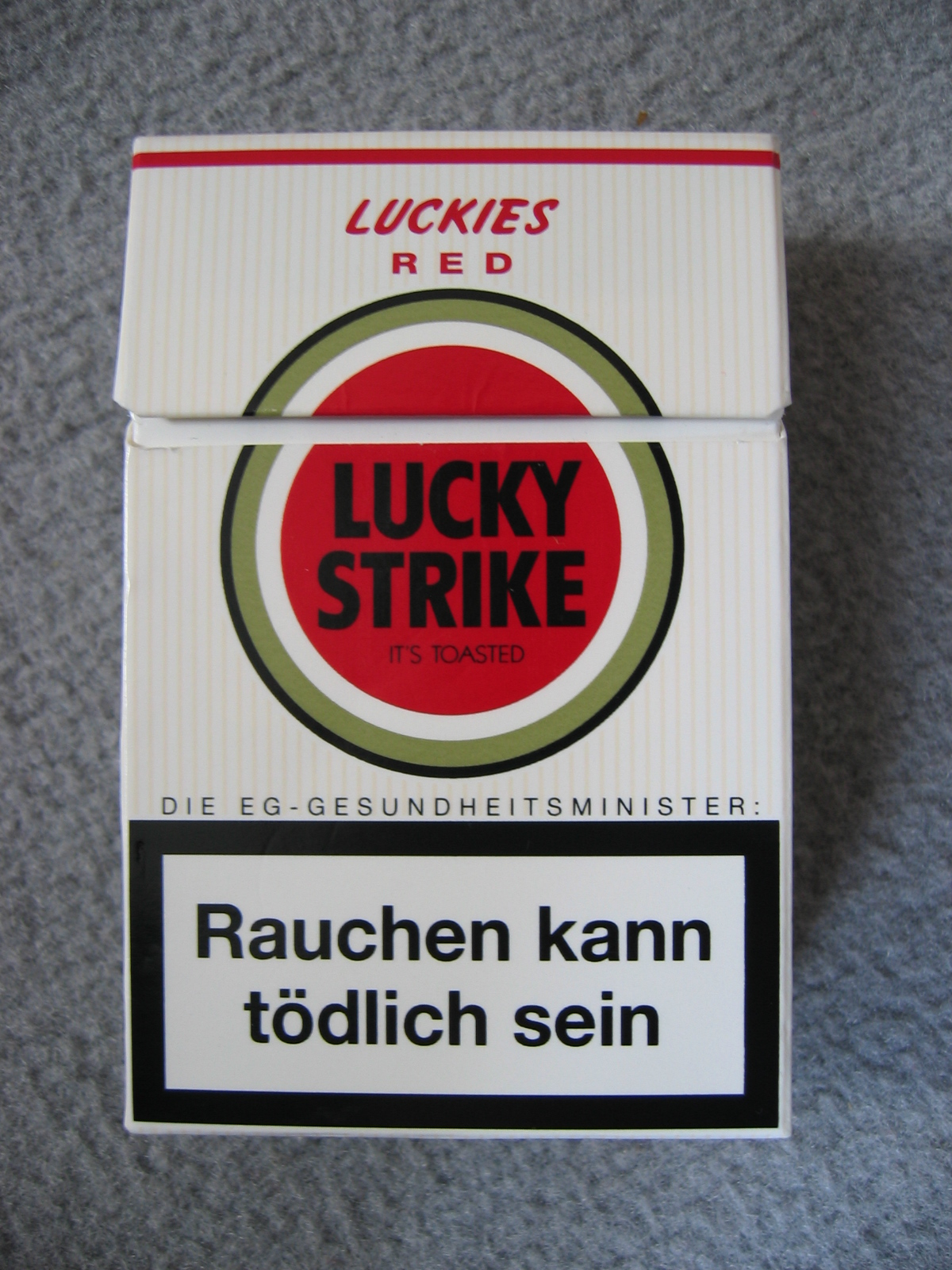
Cajetilla alemana de Lucky Strike y su respectiva advertencia de salud.

En 1978 y 1994, Brown & Williamson adquirió los derechos de exportación. En la década de 1960, se lanzaron estilos filtrados además de una versión mentolada llamada "Lucky Strike Green". Esta vez, "verde" se refería al mentol y no al color general del paquete. A finales de 2006, las variedades de cigarrillos Lucky Strike con filtro Full Flavored y Light se suspendieron en América del Norte. Sin embargo, Lucky Strike continuó teniendo soporte de marketing y distribución en territorios controlados por British American Tobacco como marca global. Además, R. J. Reynolds continúa comercializando el Lucky Strike original sin filtro en los Estados Unidos.
Durante 1991 y 1992 fue uno de los marcas de los letreros estáticos en los estadios del fútbol chileno y auspiciador de la Copa América 1991 y 1993.
En 2007, se lanzó un nuevo empaquetado de Lucky Strike, con una apertura bidireccional que separaba siete cigarrillos del resto. Ese mismo año, la empresa utilizó al hombre más pequeño del mundo, He Pingping, en sus campañas publicitarias.
En 2009, Lucky Strike Silver (la marca comercializada como mas ligera) cambió sus paquetes del Reino Unido del diseño rojo por excelencia a azul, aunque con un teaser rojo que cubría el paquete.
En 2012, el consumo de Lucky Strike fue de 33 mil millones de paquetes, frente a los 23 mil millones de 2007. La serie de televisión Mad Men, que presentó a Lucky Strike como un cliente importante de la firma de publicidad Sterling Cooper y el cigarrillo elegido por Don Draper, recibió el crédito. con inspirar el salto masivo en las ventas.
En diciembre de 2020, se reintrodujeron en el mercado estadounidense los cigarrillos con filtro Lucky Strike, tanto de sabor completo como ligeros, además de versiones de sabor completo y mentol ligero.

## Esponsor deportivo
Desde 1972 hasta la salida del equipo en 1975, Lucky Strike patrocinó al equipo Scuderia Scribante, también conocido como "Neville Lederle" y "Lucky Strike Racing". Los autos, conducidos por Neville Lederle y Dave Charlton, fueron algunos de los primeros en ser patrocinados por una importante compañía tabacalera después de que el Lotus Team fuera patrocinado por Gold Leaf en 1968, y Marlboro comenzó a patrocinar a British Racing Motors en 1972 y luego a McLaren en 1974. El equipo participó principalmente en el Gran Premio de Sudáfrica en Kyalami, pero durante la temporada de Fórmula 1 de 1972, el equipo también participó en el Gran Premio de Francia en el Circuit de Charade, el Gran Premio de Gran Bretaña en Brands Hatch y el Gran Premio de Alemania en el antiguo Nürburgring. Tras la retirada del equipo, pasarían más de 20 años antes de que Lucky Strike volviera a participar en la Fórmula 1 con el equipo British American Racing.
Como resultado de la compra por British American Tobacco de American Tobacco Company en 1976, Lucky Strike quedó bajo el control de British. La compañía adquirió el equipo Tyrrell Racing de Fórmula 1 en 1997 y lo rebautizó como British American Racing al año siguiente, patrocinando al equipo con sus marcas Lucky Strike y su compañero State Express 555. En la temporada de debut del equipo, originalmente querían marcar el coche de Jacques Villeneuve con los colores rojo y blanco de Lucky Strike, mientras que marcar el coche de Ricardo Zonta con los colores azules del 555. Sin embargo, la Federación Internacional del Automóvil bloqueó el movimiento y el equipo se vio obligado a correr con dos libreas similares. Optaron por tener la librea Lucky Strike en el lado izquierdo del auto y la librea 555 en el lado derecho, con una cremallera en el medio del morro. A partir de 2000, el equipo utilizó únicamente la marca Lucky Strike. El equipo fue comprado directamente por los socios Honda en 2006, aunque Lucky Strike continuó patrocinando al equipo hasta finales de ese año. Para las carreras en las que no se permitía la marca de tabaco, el logotipo de Lucky Strike se bloqueó (de 1999 a 2004), se reemplazó por "Run Free" en otras partes del automóvil (en 1999), se cambió a "Look Alike" (de 2000 a 2003), a un código de barras con autos de Fórmula 1 (en 2003-2004), a "Mirar a la izquierda", "Mirar a la derecha" y "No caminar" (en 2004) y "Racing Revolution" (en 2005–2006).
Lucky Strike también fue el patrocinador principal del equipo Suzuki MotoGP desde la temporada 1990 hasta la temporada 1997. El piloto de motocicletas estadounidense Kevin Schwantz se convirtió en el campeón mundial de 1993 montando la Suzuki RGV500 patrocinada por Lucky Strike, y pilotos como Doug Chandler, Alex Barros y Daryl Beattie consiguieron varios podios y también victorias en la Suzuki ''Lucky Strike''.

## En la cultura popular

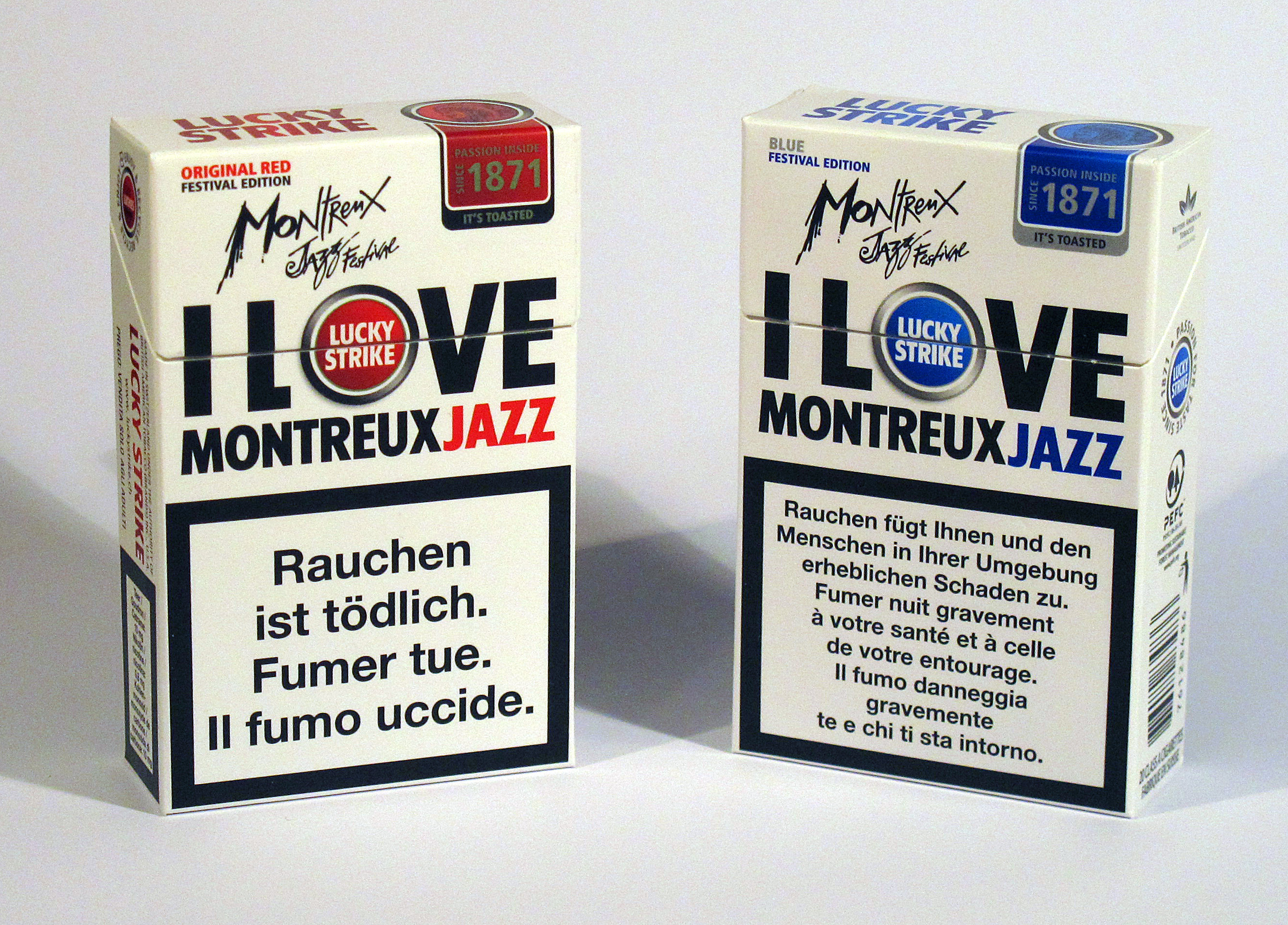
Patrocinio, Festival de Jazz de Montreux, 2012

Se hace referencia a la marca de cigarrillos en muchos medios modernos.

### Arte
El artista cubista colonial estadounidense Stuart Davis representó la marca en su pintura de 1921, Lucky Strike.

### Música

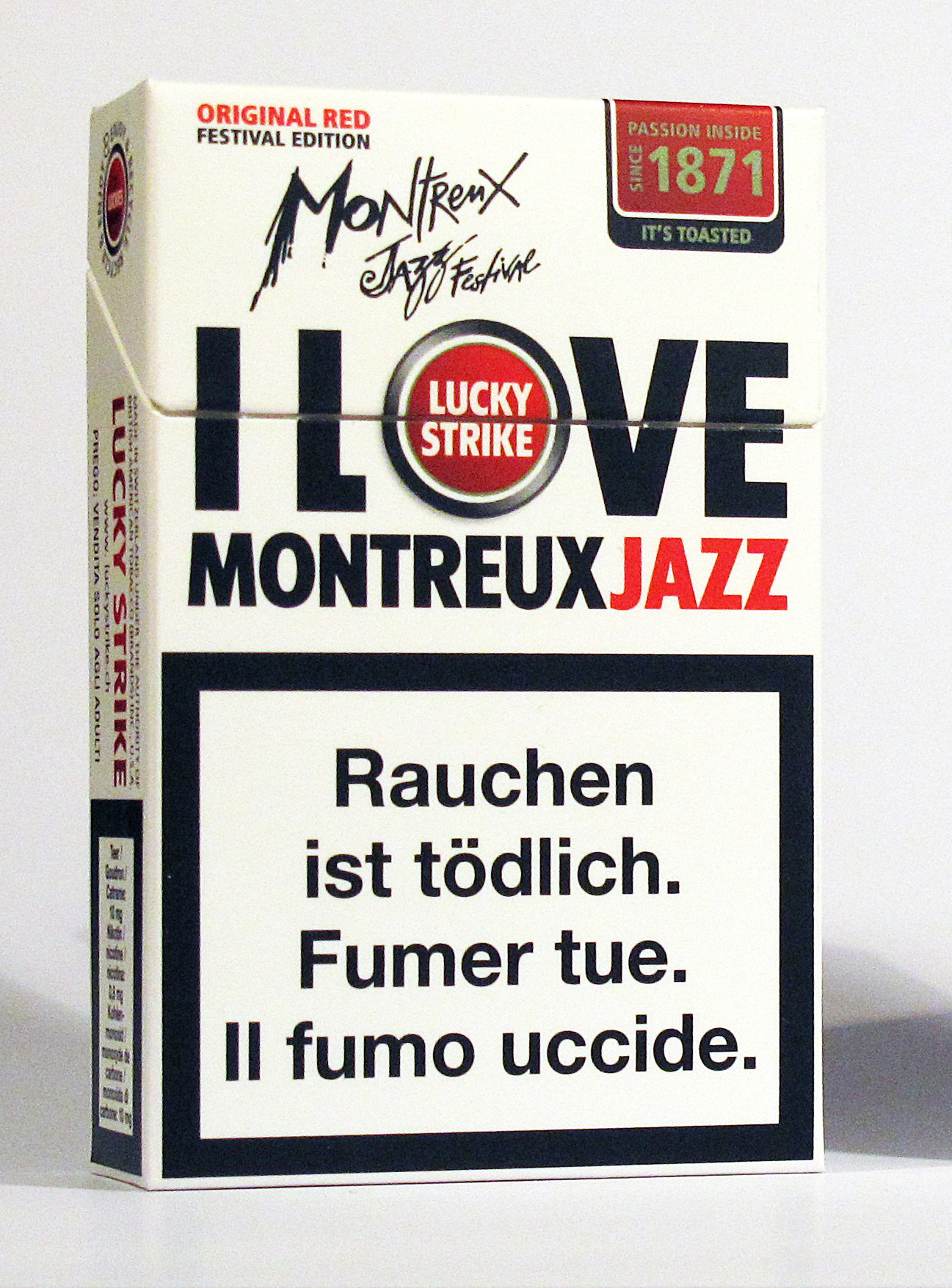
Patrocinio del festival de jazz de Montreux
por British American Tobacco en 2012.

- La canción "Devoto amor" de la banda de blues mexicano, Real de Catorce, dice en su letra: "Mira este devoto amor fumando Lucky Strike." Álbum "Contraley" de 1994.
- La canción "Give it Back to the Indians" compuesta por Rodgers y Hart del musical de 1939   Too Many Girls , contiene una referencia a Lucky Strike.
- La canción "So Round, So Firm, So Fully Packed", escrita por Merle Travis, Eddie Kirk y Cliffie Stone en 1947, lleva el nombre de un eslogan publicitario Lucky Strike.
- La canción "Hero In Your Own Hometown" de Mary Chapin Carpenter hace referencia a "Luckys"
- La canción "I'm Bad, I'm Nationwide" interpretada por ZZ Top de su álbum de 1979  Degüello , contiene una referencia a Lucky Strike.
- La canción " Keeping the Faith" interpretada por Billy Joel de su álbum de 1983  An Innocent Man , contiene una referencia a Lucky Strike.
- La canción "Chain Smokin '" interpretada por Morgan Wallen, contiene una referencia a Lucky Strike.
- La canción "These are My People" interpretada por Rodney Atkins, hace referencia a fumar Lucky Strike.
- La banda indie rock de Mineápolis  Howler basó el arte de su álbum debut "America Give Up" en un paquete de Lucky Strike.[33]
- Una canción que lleva el nombre de los cigarrillos aparece en el álbum Maroon 5,   Overexposed .
- Una canción que lleva el nombre de los cigarrillos aparece en el álbum de Troye Sivan,   Bloom .
- La canción "Then Came the Night" interpretada por Tommy Shane Steiner una versión de la misma canción por Trace Adkins menciona un cigarrillo Lucky Strike.
- La canción "Back in this Cigarette" de Jason Aldean hace referencia a un cenicero lleno de Lucky Strike.
- Paul Silhan grabó una parodia de la exitosa canción de Lou Christie "Lightnin 'Strikes" - titulada "Lightin' Up Lucky Strike Again" para su álbum de 1997 "Spinball Wizard" . Se tocaba con frecuencia en esa época en "The Rush Limbaugh Show".

### Cine
- En "Breathless" una niña (interpretada por Liliane Dreyfus) de pie frente a una decoración de pared hecha de cajas vacías de Gauloises enciende un cigarrillo y afirma que se cambió a Luckies.
- En la película de 1990 " Misery", el famoso novelista Paul Sheldon interpretado por James Caan tiene el hábito de fumar un solo cigarrillo Lucky Strike y beber un vaso de Dom Pérignon siempre cuando está a punto de terminar el manuscrito de una nueva novela.
- En la canción de apertura de "Cowboy Bebop: The Movie" aparece un paquete de Lucky Strike rojos originales en una mesa.
- En la película de 1999 "The Thirteenth Floor", se puede ver una valla publicitaria de Lucky Strike en una carretera.
- En la película de 1990 "Goodfellas", se ve a Henry y Tommy vendiendo cartones de cigarrillos en la calle y se pueden ver cajas con logotipos de Lucky Strike dentro de un camión.
- En la película de 1987 "The Untouchables", Eliot Ness (Kevin Costner) fuma Lucky Strike.

### Televisión
- En la serie de televisión de AMC, "Mad Men", Lucky Strike es un cliente importante de la agencia de publicidad ficticia Sterling Cooper. También se presenta una trama ficticia para el nacimiento del lema "It's Toasted", en la serie 'episodio piloto, "Smoke Gets in Your Eyes". Se ve a menudo al personaje principal, Don Draper, fumando Lucky Strike.
- En la serie de televisión de NBC, "Miami Vice", Lucky Strike es la marca de cigarrillos preferida del personaje principal, el detective James "Sonny" Crockett. Incluso se le ve quitando el filtro de una marca diferente de cigarrillo en un episodio en particular para que fume más como un Lucky Strike.
- El sargento Donald Malarkey, en la serie de televisión de HBO, "Band of Brothers", episodio 6, comparte cigarrillos con el sargento Warren "Skip" Muck y el soldado de primera clase Alex Penkala en una trinchera durante un descanso navideño de las peleas. Recita el lema publicitario, "Lucky Strikes significa tabaco fino", mientras los distribuye. Los cigarrillos Lucky Strike se destacan a lo largo de la serie.

### Literatura
- En el poema La Invasión (Enero 1952) de Gabriel Celaya aparece una mención directa a los cigarrillos Lucky Strike, como un símbolo representativo más, entre todos los que incluye, de la criticada injerencia estadounidense en España.

## Campamento de cigarrillos
"Lucky Strike" era el nombre de una de las "ciudades de tiendas" temporales del ejército de los EE. UU. conocidas como "Campamentos de cigarrillos", situadas alrededor del puerto francés de Le Havre tras su captura tras la invasión aliada del Día D a mediados de 1944.